# GTM Start Gniezno
GTM Start Gniezno (występuje pod nazwą Ultrapur Start Gniezno) – polski klub żużlowy  z siedzibą w Gnieźnie.

## Historia
Klub został zarejestrowany w formie stowarzyszenia 31 maja 2016 roku. GTM „Start” kontynuuje tradycje sportu żużlowego w Gnieźnie, a swoją nazwą nawiązuje do poprzednich klubów z tego miasta: SKS „Start” oraz TŻ „Start”.
W 2017 roku klub został zgłoszony do rozgrywek 2. Ligi Żużlowej.

## Sezony
| Sezon | Rozgrywki ligowe | Rozgrywki ligowe | Rozgrywki ligowe |
| Sezon | Liga             | Liga             | Miejsce          |
| ----- | ---------------- | ---------------- | ---------------- |
| 2017  | III              | II liga          | 1/7              |
| 2018  | II               | I liga           | 3/8              |
| 2019  | II               | I liga           | 3/7              |
| 2020  | II               | I liga           | 2/8              |
| 2021  | II               | I liga           | 7/8              |
| 2022  | II               | I liga           | 8/8              |
| 2023  | III              | II liga          | 2/7              |
| 2024  | III              | KLŻ              | 2/6              |

| Poziom ligowy | Liczba sezonów | Sezony          |
| ------------- | -------------- | --------------- |
| II            | 5              | 2018–2022       |
| III           | 3              | 2017, 2023–2024 |

## Osiągnięcia

### Międzynarodowe
Poniższe zestawienia obejmują osiągnięcia klubu oraz indywidualne osiągnięcia zawodników krajowych (w zawodach drużynowych, par i indywidualnych) i zagranicznych (w zawodach indywidualnych) w rozgrywkach pod egidą FIM oraz FIM Europe.

#### Mistrzostwa Europy
Indywidualne mistrzostwa Europy juniorów
- 2. miejsce (1):
  - 2021 –  Philip Hellström-Bängs

## Zawodnicy

### Kadra drużyny
Stan na 2 lipca 2025
| Kat.                                                   | Nar.            | Fed.            | Żużlowiec              | DMP (KLŻ) | DMPJ | Uwagi                                     |
| ------------------------------------------------------ | --------------- | --------------- | ---------------------- | --------- | ---- | ----------------------------------------- |
| S                                                      | Wielka Brytania | Wielka Brytania | Adam Ellis             | T         |      |                                           |
| S                                                      | Polska          | Polska          | Kevin Fajfer           | T         |      |                                           |
| S                                                      | Polska          | Polska          | Adrian Gała            | T         |      |                                           |
| S                                                      | Australia       | Australia       | Sam Masters            | T         |      |                                           |
| U21                                                    | Szwecja         | Szwecja         | Casper Henriksson      | T         |      |                                           |
| U19                                                    | Polska          | Polska          | Patryk Budniak         | T         | T    |                                           |
| U19                                                    | Polska          | Polska          | Mateusz Latała         | T         | T    | Wypożyczony z PSŻ-u Poznań                |
| U19                                                    | Dania           | Dania           | Bastian Pedersen       | T         |      | Wypożyczony z KS-u Toruń                  |
| U19                                                    | Polska          | Polska          | Robert Roszak          | T         | T    |                                           |
| U17                                                    | Polska          | Polska          | Marcel Juskowiak       | T         |      | Wypożyczony z Unii Leszno                 |
| U17                                                    | Polska          | Polska          | Adrian Kierzek         | T         | T    |                                           |
| U17                                                    | Polska          | Polska          | Ksawery Słomski        | T         | T    | Wypożyczony z KS-u Toruń                  |
| U16                                                    | Polska          | Polska          | Maksymilian Kabaciński |           | T    | Do 27 marca 2026 tylko zawody młodzieżowe |
| „” oznacza, że zawodnik został zgłoszony do rozgrywek. |                 |                 |                        |           |      |                                           |